# جاما (مجله)
مجله انجمن پزشکی آمریکا یا جاما (انگلیسی: JAMA: The Journal of the American Medical Association) یک مجله پزشکی داوری همتا است که ۴۸ بار در سال توسط انجمن پزشکی آمریکا منتشر می‌شود.